# Operation Flashpoint: Red River
Operation Flashpoint: Red River is een first-person shooter ontwikkeld en uitgegeven door Codemasters op 21 april 2011 in Europa. Het spel is het tweede spel in de Operation Flashpoint-serie en is een vervolg op Operation Flashpoint: Dragon Rising.

## Gameplay
Operation Flashpoint: Red River is een tactical shooter. De verhaallijn kan gespeeld worden door één of meer spelers. De speler kan kiezen uit vier verschillende klassen om te spelen: de rifleman, grenadier, scout en automatic rifleman. Elk van deze klassen heeft zijn eigen wapens en mogelijkheden. Tijdens het spelen van het verhaal verdient de speler ervaringspunten die gebruikt kunnen worden om meer wapens vrij te spelen.
De speler bestuurt de mariniers van Outlaw 2 Bravo, een groep binnen de United States Marine Corps. Het speelt zich af tijdens een fictieve oorlog in Tadzjikistan in 2013. De vijanden bestaan uit het Volksbevrijdingsleger van China en een islamitische terroristengroep. Outlaw 2 Bravo moet onder andere een dam overnemen en repareren en het overnemen van een Fortificatie van de Chinezen die naar Tadzjikistan waren gekomen als reactie op de uitmoording van Chinese atleten door de terroristengroep tijdens de Olympische Zomerspelen van 2012.